# Metaemene okinawana
Metaemene okinawana är en fjärilsart som beskrevs av Matsumura 1930. Metaemene okinawana ingår i släktet Metaemene och familjen nattflyn. Inga underarter finns listade i Catalogue of Life.